# Bundesministerium für Bauten und Technik
Das Bundesministerium für Bauten und Technik („Bautenministerium“) ist eine ehemalige österreichische Behörde, die zwischen 1966 und 1987 tätig war.

## Entstehung
In der unmittelbaren Nachkriegszeit 1945 existierte kurzfristig ein Staatsamt für öffentliche Bauten. Danach war für den Großteil der Angelegenheiten des späteren Bautenministeriums das Bundesministerium für Handel und Wiederaufbau zuständig, für Wohn- und Siedlungswesen das Bundesministerium für soziale Verwaltung.
1966 wurde in der Bundesregierung Klaus II  das Bundesministerium für Handel und Wiederaufbau in das Bundesministerium für Handel, Gewerbe und Industrie sowie das Bundesministerium für Bauten und Technik aufgeteilt.

## Zuständigkeiten
(Letzter Stand vor der Auflösung 1987)
- Verwaltung aller Bauten und Liegenschaften des Bundes einschließlich der Angelegenheiten des staatlichen Hochbaues, des Straßenbaues, des Wasserbaues hinsichtlich der Wasserstraßen sowie der Wasserversorgung und Kanalisation
- Baukoordinierung
- Bundesmobilienverwaltung
- Angelegenheiten des Bau-, Wohnungs- und Siedlungswesens (u. a.  Wiederaufbau, Wohnbauförderung, Volkswohnungswesen und Kleingartenwesen, Enteignung zum Zweck der Assanierung und andere Assanierungsmaßnahmen; Bautechnische Angelegenheiten des Zivilschutzes sowie der Raum- und Landesplanung)
- Angelegenheiten der wirtschaftlich-technischen Forschung
- Technisches Versuchswesen; Beschußangelegenheiten; Maß-, Gewichts-, Eich- und Vermessungswesen
- Angelegenheiten aller anderen technischen Prüf- und Sicherheitszeichen mit Ausnahme des Punzierungswesens, Normenwesen
- Angelegenheiten der Normalisierung und Typisierung elektrischer Anlagen und Einrichtungen sowie Sicherheitsmaßnahmen auf diesem Gebiet
- Vermarkung und Vermessung der Staatsgrenzen
- Angelegenheiten des Maschinenwesens einschließlich des Dampfkesselwesens
- Angelegenheiten des Ingenieur- und Ziviltechnikerwesens einschließlich der Angelegenheiten ihrer beruflichen Vertretungen
- Angelegenheiten der Unternehmungen, die durch Bundesgesetz mit dem Bau und der Erhaltung von Bundesstraßen betraut sind

## Bundesminister
- Vinzenz Kotzina (ÖVP) 6. Juni 1966 – 21. April 1970
- Josef Moser (SPÖ) 21. April 1970 – 8. Oktober 1979
- Karl Lausecker (SPÖ) 8. Oktober 1979 – 5. November 1979  (1)
- Karl Sekanina (SPÖ) 5. November 1979 – 22. Februar 1985
- Ferdinand Lacina (SPÖ) 22. Februar 1985 – 1. März 1985  (1)
- Heinrich Übleis (SPÖ) 1. März 1985 – 21. Jänner 1987
- Robert Graf (ÖVP) 21. Jänner 1987 – 31. März 1987  (1)

Staatssekretärin
Beatrix Eypeltauer (SPÖ) 5. November 1979 bis 21. Jänner 1987

## Spätere Wahrnehmung der Zuständigkeiten
Bei Antritt der Bundesregierung Vranitzky II im Jahre 1987 wurden das Bundesministerium für Handel, Gewerbe und Industrie sowie für Bauten und Technik wieder zum Bundesministerium für wirtschaftliche Angelegenheiten zusammengelegt.
Bei Antritt der Bundesregierung Schüssel I im Jahre 2000 wurden folgende Angelegenheiten des ehemaligen Bautenministeriums an das Bundesministerium für Verkehr, Innovation und Technologie abgegeben und verblieben bis heute (seit 2025 unter dem Namen Bundesministerium für Innovation, Mobilität und Infrastruktur) dort: 
Angelegenheiten der Bundesstraßen, insbesondere auch Angelegenheiten des Straßenbaus;
Angelegenheiten der Unternehmungen, die durch Bundesgesetz mit dem Bau und der Erhaltung von Bundesstraßen betraut sind;
Angelegenheiten des Wasserbaus hinsichtlich der Wasserstraßen sowie der Wasserversorgung und Kanalisation.
Die übrigen Angelegenheiten des ehemaligen Bautenministeriums werden heute vom Bundesministerium für Wirtschaft, Energie und Tourismus wahrgenommen. 